# Porcelette
Porcelette là một xã trong vùng Grand Est, thuộc tỉnh Moselle, quận Forbach, tổng Saint-Avold-1. Tọa độ địa lý của xã là 49° 09' vĩ độ bắc, 06° 39' kinh độ đông. Porcelette nằm trên độ cao trung bình là 250 mét trên mực nước biển, có điểm thấp nhất là 213 mét và điểm cao nhất là 342 mét. Xã có diện tích 13,44 km², dân số vào thời điểm 1999 là 2458 người; mật độ dân số là 182 người/km².

## Thông tin nhân khẩu
| 1962  | 1968  | 1975  | 1982  | 1990  | 1999  |
| ----- | ----- | ----- | ----- | ----- | ----- |
| 1 553 | 1 659 | 1 918 | 2 097 | 2 322 | 2 458 |